# Sandali Sinha
Sandali Sinha (ur. 11 stycznia 1971 r.) - to bollywoodzka aktorka i modelka. 
Debiutowała w 2001 w filmie Tum Bin rolą bizneswoman, która przeżywa śmierć narzeczonego. Kolejna rola w wysoko ocenionym filmie Pinjar (rola kobiety porwanej i zgwałconej podczas Podziału Indii w 1947 roku. Za debiut nominowana do  NagrodyZee Cine i Screen Weekly. 
Wcześnie straciła w wypadku samochodowym ojca. Matka wychowała sama trójkę dzieci (jej siostra jest ginekologiem, brat pilotem). Skończyła Jesus and Mary College w Delhi. Pierwotnie chciała być lekarzem, ale wciągnęła ją praca modelki. W videoclipie Sonu Nigam "Deewana" została zauważona przez debiutującego reżysera Anubhava Sinha. Zadebiutowała u niego w  Tum Bin" u boku też debiutującego modela  Priyanshu Chatterjee. Chodziła do  szkoły aktorskiej Kishore Namit Kapoors. Przeniosła się z Delhi do Mumbaju, aby móc pełniej zaangażować się w prace w filmie.

## Filmografia
- Tum Bin (2001) ... Pia
- Pinjar (2003) ... Lajjo
- Om (2003) .... Sandali Dhariwal
- Ab Tumhare Hawale Watan Sathiyon (2004) ... Dr. Sakshi
- Nigehbaan: The Third Eye (2005) ... Nisha
- Main Rony Aur Jony (2007)